# Вільямстон (Північна Кароліна)
Вільямстон (англ. Williamston) — місто (англ. town) в США, в окрузі Мартін штату Північна Кароліна. Населення — 5248 осіб (2020).

## Географія
Вільямстон розташований за координатами 35°50′56″ пн. ш. 77°3′55″ зх. д. / 35.84889° пн. ш. 77.06528° зх. д. (35.849001, -77.065380).  За даними Бюро перепису населення США в 2010 році місто мало площу 9,96 км², уся площа — суходіл. В 2017 році площа становила 11,07 км², уся площа — суходіл.

## Демографія
Згідно з переписом 2010 року, у місті мешкало 5511 осіб у 2397 домогосподарствах у складі 1448 родин. Густота населення становила 554 особи/км².  Було 2685 помешкань (270/км²).
Расовий склад населення:
| - 62,4 % — чорних або афроамериканців - 34,6 % — білих - 0,5 % — азіатів - 0,2 % — корінних американців - 0,1 % — вихідців з тихоокеанських островів |

До двох чи більше рас належало 1,3 %. Частка іспаномовних становила 2,1 % від усіх жителів.
За віковим діапазоном населення розподілялося таким чином: 24,8 % — особи молодші 18 років, 56,2 % — особи у віці 18—64 років, 19,0 % — особи у віці 65 років та старші. Медіана віку мешканця становила 41,9 року. На 100 осіб жіночої статі у місті припадало 73,6 чоловіків;  на 100 жінок у віці від 18 років та старших — 69,1 чоловіків також старших 18 років.
Середній дохід на одне домашнє господарство  становив 36 790 доларів США (медіана — 31 313), а середній дохід на одну сім'ю — 45 635 доларів (медіана — 41 250). Медіана доходів становила 29 188 доларів для чоловіків та 26 233 долари для жінок. За межею бідності перебувало 20,7 % осіб, у тому числі 24,6 % дітей у віці до 18 років та 21,1 % осіб у віці 65 років та старших.
Цивільне працевлаштоване населення становило 2147 осіб. Основні галузі зайнятості: освіта, охорона здоров'я та соціальна допомога — 28,8 %, виробництво — 22,5 %, роздрібна торгівля — 18,1 %.